# 에피트레폰테스
에피트레폰테스(Epitrepontes, 중재를 의뢰하는 사람들)는 메난드로스의 작품이다. 메난드로스가 만년에 쓴 희곡이며 내면화 경향을 보여주는 작품이다.
칼리시오스라는 남자는 사랑하는 아내가 불륜의 자식을 낳은 것을 알고 번민한다. 그러나 많은 우여곡절을 거쳐 마침내는 자신이 언젠가 아내인 것을 모르고 범한 끝에 생겨난 자식이라는 것을 알게 되고 해피 엔드로 끝나는 줄거리이다. 폭행·기아(棄兒)·인지(認知) 등 메난드로스의 상투적 구성요소가 골고루 담겨 있다.
거듭되는 우연이 대단원을 낳게 한다는 줄거리에는 무리가 있으나 인물의 성격, 심리묘사의 교묘한 점 등이 극 진행의 필연성을 관객에게 납득시켜 이 작품을 성공적인 것으로 만든다.